# Barby, Savoie
Barby là một xã thuộc tỉnh Savoie trong vùng Auvergne-Rhône-Alpes ở đông nam nước Pháp. Xã này nằm ở khu vực có độ cao từ 292-655 mét trên mực nước biển.